# Take Me
Take Me ist eine US-amerikanische Screwball-Komödie mit Mystery- und Thriller-Elementen unter der Regie von Pat Healy aus dem Jahr 2017.

## Handlung
Der Kleinunternehmer Ray Moody betreibt ein Geschäft im ehemaligen Elternhaus von ihm und seiner Schwester Natalie, bei dem Kunden ihn für die Erfahrung einer simulierten Entführung bezahlen. Zu seinen Kunden gehört beispielsweise Stuart, ein übermäßiger Esser. In einer von Stuart beauftragten achtstündigen Intervention zwingt Ray ihn dazu, ein Dutzend seiner Lieblings-Hamburger zu verzehren und setzt ihn auch psychisch unter Druck. Nach dem Ende der Sitzung bedankt sich Stuart bei Ray und beteuert, dass ihm der Appetit auf Hamburger vergangen ist.
Ray ist begeistert, als sich eine neue Kundin, Anna, bei ihm meldet und um eine längere Sitzung bittet, die das ganze Wochenende dauern soll. Seine Freude schlägt in Skepsis um, als Anna verlangt, dass er sie schlägt. Obwohl er den Auftrag zunächst ablehnt, ruft Ray sie zurück und sagt zu. Ray täuscht einen Autodiebstahl vor und nimmt sie an diesem Wochenende als Geisel, wobei er nie aus der Rolle fällt. Er verhört die erfolgreiche Geschäftsfrau Anna aggressiv über einen erfundenen Kunden und verlangt Einsicht in nicht existierende Akten.
Obwohl Anna anfangs verängstigt und gehorsam ist, wird sie bald spöttisch und beschuldigt ihn, ein Perverser zu sein, der sie unter fadenscheinigen Gründen entführt hat. In den Nachrichten hört er zudem, dass die Polizei in Annas Verschwinden ermittelt. Verunsichert versucht er, mit Anna zu sprechen, die ihm mit einer improvisierten Waffe in den Rücken sticht. Als die Polizei schließlich in Rays Haus auftaucht, fesselt er Anna im Keller und wehrt alle Fragen ab. Ray versucht danach, die Situation mit Anna zu klären, die behauptet, nichts von seinen Geschäften gewusst zu haben. Ray zeigt ihr den Vertrag, den sie digital unterschrieben hat, und spielt ihr eine frühere Telefonnachricht vor, die sie beide als Fälschungen abtut. Verwirrt und in der Befürchtung, eine unwillige Person entführt zu haben, willigt Ray ein, sie gehen zu lassen. Im letzten Moment verschluckt er jedoch ihre Autoschlüssel und sagt, dass er sie nicht gehen lassen kann, bevor sie nicht ein Alibi gefunden haben, das es ihm ermöglicht, einer Gefängnisstrafe zu entgehen. Nachdem Anna mehrmals mit seinem Luftdruckgewehr auf ihn geschossen hat, versucht Ray, die Schlüssel wieder auszuspucken, doch Anna rutscht aus und wird bewusstlos.
Als Anna aufwacht, befindet sie sich in einem Auto, das von Ray zu einem Ferienhaus gefahren wird. Dort sprechen sie über ihre Vergangenheit, wobei die Situation wieder eskaliert und Ray Anna würgt. Sie schlägt ihn sodann mit einem Schürhaken bewusstlos. Bewaffnet mit einem Gewehr nimmt Anna Ray als Geisel und droht, ihn zu erschießen, wenn er sich nicht in den Kofferraum ihres Autos setzen lässt.
Am Ende der Fahrt zurück in die Stadt bedankt sich Anna bei ihm für die Erfahrung und bietet ihm an, in sein Geschäft zu investieren, wobei sie Ray offenbart, dass sie die ganze Zeit über ein williger Teilnehmer war. Verblüfft kann Ray nur eine Antwort murmeln, bevor er nach Hause stolpert und Stuart in einem Restaurant trifft. Als Stuart ihm zuwinkt, weint Ray und lacht dann, als er sieht, dass Stuart einen Salat isst.

## Veröffentlichung
Der Film hatte seine Weltpremiere auf dem Tribeca Film Festival am 25. April 2017. Vor Tribeca erwarb The Orchard die Verleihrechte an dem Film und setzte ihn für einen Kinostart am 5. Mai 2017 an. Außerhalb der Vereinigten Staaten wurde der Film von Netflix veröffentlicht, die ihn auch koproduziert haben.

## Rezeption
Nick Schager von Variety gab Take Me eine positive Kritik und stellte fest, dass er „seine verrückte Prämisse sowohl für nervtötende Lacher als auch für flüchtigen Nervenkitzel ausnutzt“. Neil Genzlingers der The New York Times war kritischer und war der Meinung, dass Teile des Films zwar funktionierten, er als Gesamtpaket aber nie wirklich spannend oder lustig genug sei.